# 松見氏
松見氏（まつみし）は日本の氏族。筑波国造を祖とする三枝部氏の末裔という。

## 有名な松見姓の人物
- 松見豊　名古屋大学太陽地球環境研究所教授。大気環境の研究者。
- 松見正宣　東大阪市元市長。
- 松見忠　ホテル日航グアム社長
- 松見正一　民俗芸能の研究者。著書に軍記文学の系譜と展開-梶原正昭先生古稀記念論文集-「能の本説としての室町軍記」（汲古書院 1998年3月 ISBN 4-7629-3415-1）がある。
- 松見法男　広島大学大学院教育学研究科助教授。言語文化教育の研究者。
- 松見吉晴　鳥取大学工学部社会開発システム工学科公共システム研究室教授。海岸工学の研究者。
- 松見俊　西南学院大学神学部教授。元日本バプテスト連盟宣教研究所所長。専門は実践神学。
- 松見泰宇　帝京大学医学部附属溝口病院産婦人科講師。専門は不妊症。著書に「当直医のための救急マニュアル産婦人科編」（エルゼビア 2004年12月 ISBN 4-86034-816-8）がある。
- 松見秀　児童書作家、画家。著書に「ほんとうだよ」（福音館書店 2006年1月 ISBN 4-8340-2167-X）がある。
- 松見光玉　京都府を中心に動物をモチーフにした作品を制作し数々の入選作品を世に出している陶芸家。